# John from Cincinnati
John from Cincinnati è una serie televisiva drammatica statunitense, ambientata nelle spiagge di Imperial Beach, nella California, andata in onda negli Stati Uniti su HBO dal 10 giugno 2007 al 12 agosto 2007. Si tratta del risultato di una collaborazione tra il produttore e sceneggiatore David Milch e lo scrittore Kem Nunn, i cui romanzi sono stati denominati surf noir. La serie tratta di un giovane e strano uomo dalle origini misteriose e degli effetti che egli produce sull'inusuale famiglia Yost, formata da surfisti professionisti, e sulla loro comunità. In Italia la serie, essendo stata cancellata dopo la prima stagione, non è stata trasmessa.
La serie include scene di surf eseguite da noti surfisti come Brock Little, Keala Kennelly, Dan Malloy, John-John Florence, Shane Beschen e Herbie Fletcher.
La sigla musicale della serie è Johnny Appleseed, eseguita da Joe Strummer and the Mescaleros. Fa parte della colonna sonora anche Tic dei Kava Kava e canzoni di TV on the Radio, Muse, Buddy Guy, Kasabian e The Yardbirds.

## Episodi
| Stagione       | Episodi | Prima TV originale |
| -------------- | ------- | ------------------ |
| Prima stagione | 10      | 2007               |

## Ascolti e cancellazione
L'episodio pilota è andato in onda negli Stati Uniti subito dopo l'atteso episodio finale de I Soprano, ma ha una scarsa audience. Mentre I Soprano ottenne il seguito di 11,9 milioni di persone, John from Cincinnati ne ottenne 3,4 milioni. I successivi episodi inizialmente persero spettatori, ma in seguito gli ascolti iniziarono a vedere un lento aumento, e l'episodio finale fu visto da più di 3 milioni di persone; più di alcuni episodi di Deadwood.
Il giorno successivo alla trasmissione della finale di stagione, HBO ha cancellato ufficialmente la serie.